# Noyakert
Noyakert är en ort i Armenien.   Den ligger i provinsen Ararat, i den centrala delen av landet, 40 km söder om huvudstaden Jerevan. Noyakert ligger 827 meter över havet och antalet invånare är 1 751.
Terrängen runt Noyakert är platt åt sydväst, men åt nordost är den kuperad. Närmaste större samhälle är Ararat, 3,1 km öster om Noyakert.
Trakten runt Noyakert består i huvudsak av gräsmarker. Runt Noyakert är det ganska tätbefolkat, med 129 invånare per kvadratkilometer.